# المونت، انتاریو
المونت، انتاریو (به انگلیسی: Almonte, Ontario) یک شهرک در کانادا است که در انتاریو واقع شده‌است.

## خصوصیات
المونت ۴٬۷۵۲ نفر جمعیت دارد.